# Eurotatoria
Eurotatoria este o  clasă de rotatorii. Se caracterizează prin următoarele trăsături:
- Gonadele la  femele sunt impare la Monogononta (ordinele Ploimida, Flosculariacea, Collothecacea) sau pare la Digononta (ordinul  Bdelloida).
- Vitelariul (germovitelariul) bine dezvoltat.
- Reproducere prin heterogonie sau partenogeneză.
- Masculii, dacă există, sunt de obicei pigmei, mult mai mici decât femelele, și au unele organe reduse semnificativ.